# Montcy-Notre-Dame
Montcy-Notre-Dame är en kommun i departementet Ardennes i regionen Grand Est (tidigare regionen Champagne-Ardenne) i nordöstra Frankrike. Kommunen ligger  i kantonen Charleville-Centre som ligger i arrondissementet Charleville-Mézières. År 2022 hade Montcy-Notre-Dame 1 560 invånare.

## Befolkningsutveckling
Antalet invånare i kommunen Montcy-Notre-Dame
Referens: INSEE